# Colin Maclaurin
Colin Maclaurin, född i februari 1698 i Kilmodan, Cowal, Argyll, Skottland, död 14 juni 1746 I Edinburgh, Skottland, var en skotsk matematiker, som gav viktiga bidrag till geometri och algebra. Han är mest känd för att ha givit namn åt Maclaurinserien, ett specialfall av Taylorserien. James Gregory hade dock långt tidigare gett de första exemplen på Maclaurinserier för trigonometriska funktioner.

## Biografi
Maclaurin var son till John Maclaurin, pastor i Glendaruel, som dog när Maclaurin var i spädbarnsåldern, och hans mor dog innan han blev nio år gammal. Han utbildades sedan under vård av sin farbror, Daniel Maclaurin, pastor i Kilfinan. Han sågs som ett underbarn och kom in på universitetet vid 11 års ålder.
År 1733 gifte han sig med Anne Stewart, dotter till Walter Stewart, generaladvokat för Skottland, med vilken han fick sju barn. Hans äldste son John Maclaurin studerade juridik, var senator vid College of Justice och blev Lord Dreghorn och som var också en av grundarna av Royal Society of Edinburgh.
Maclaurin motsatte sig aktivt jakobiternas uppgång 1745 och övervakade de operationer som var nödvändiga för försvaret av Edinburgh mot höglandsarmén. Han sammanställde en dagbok över sina ansträngningar mot jakobiterna, både inom och utanför staden. När höglandarmén intog staden, emellertid, flydde han till York, där han bjöds in för att bo av ärkebiskopen av York.

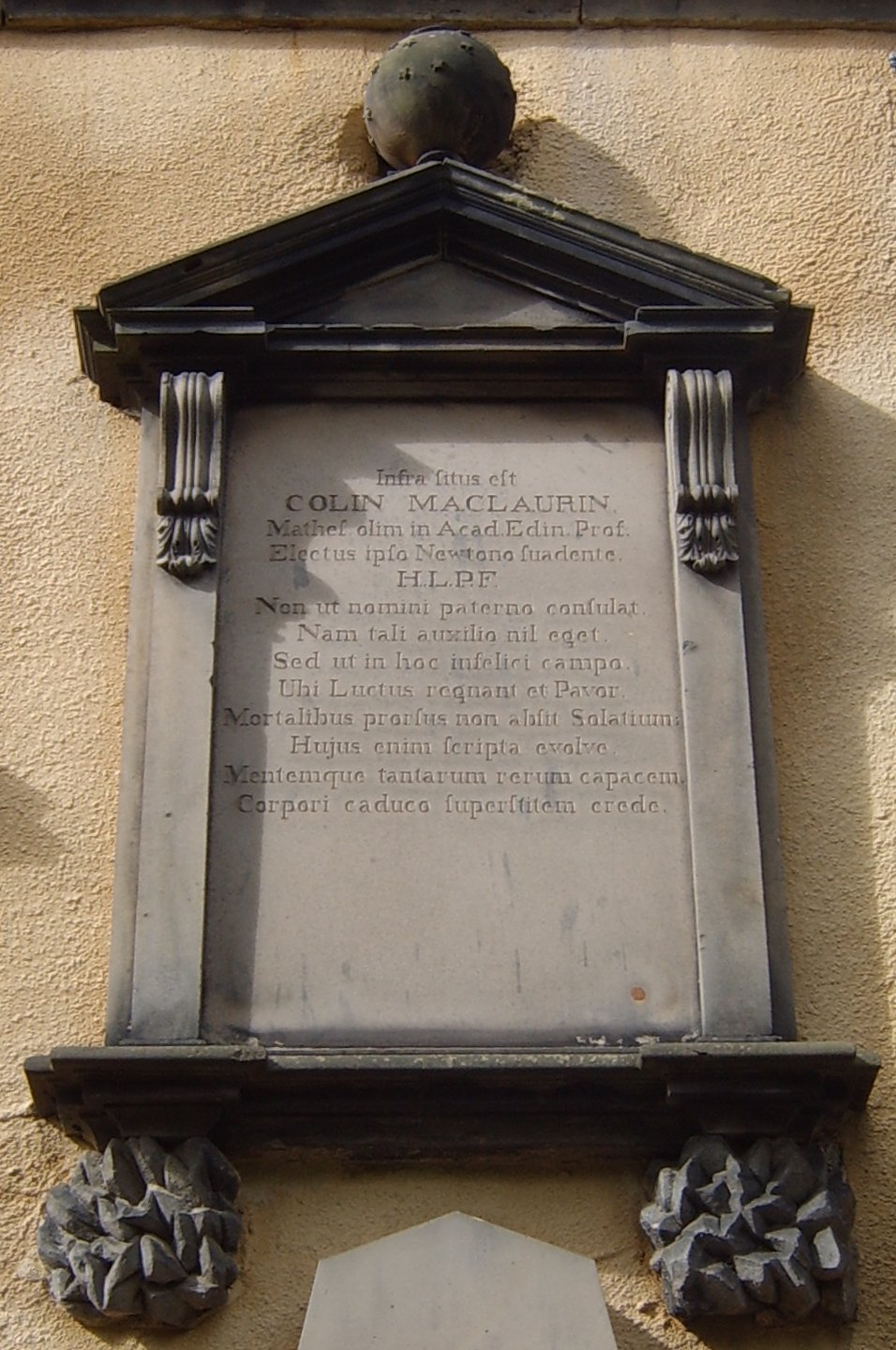
Minnestavla, Greyfriars Kirkyard, Edinburgh

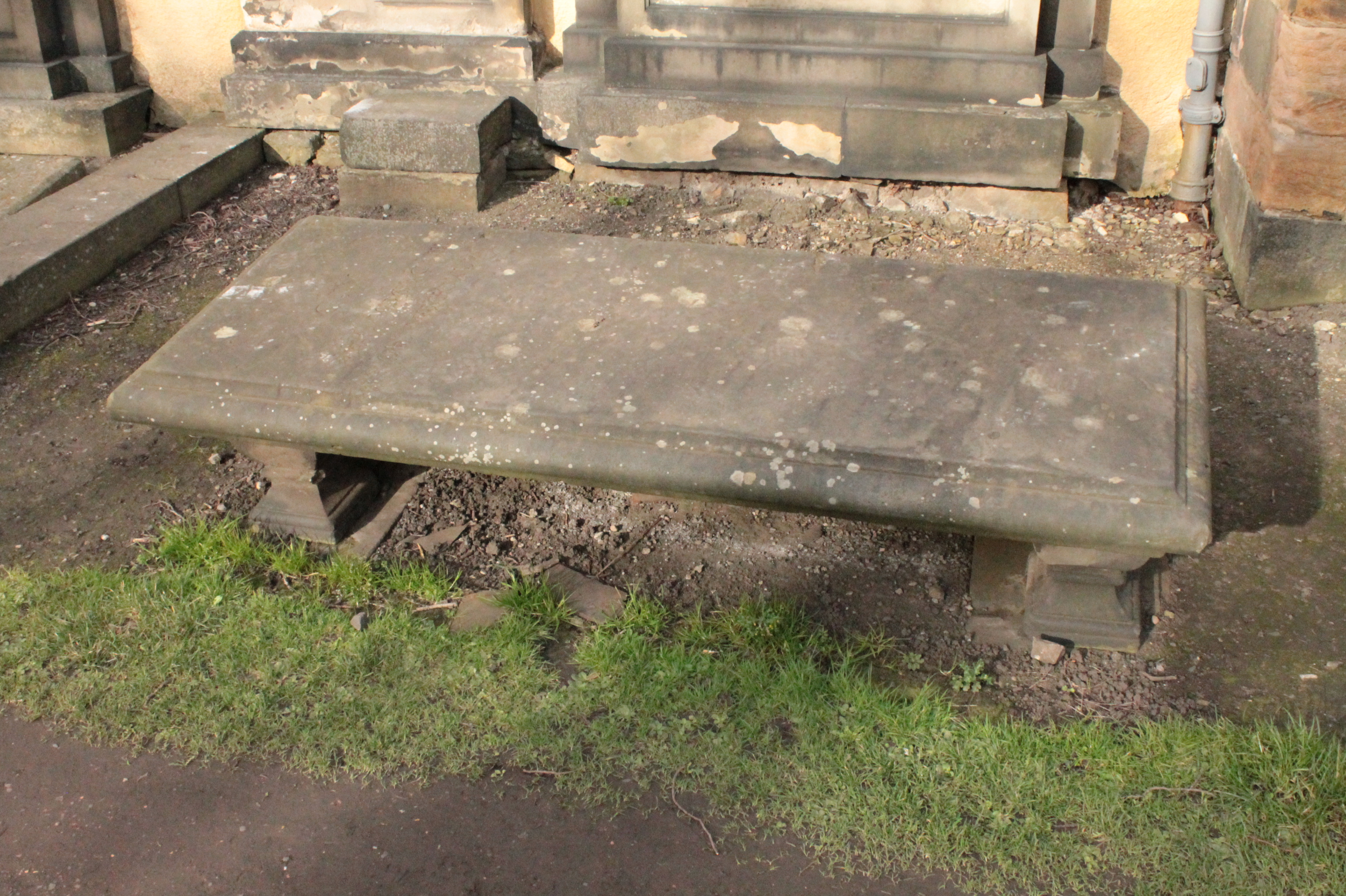
Colin Maclaurins grav på Greyfriars Kirkyard

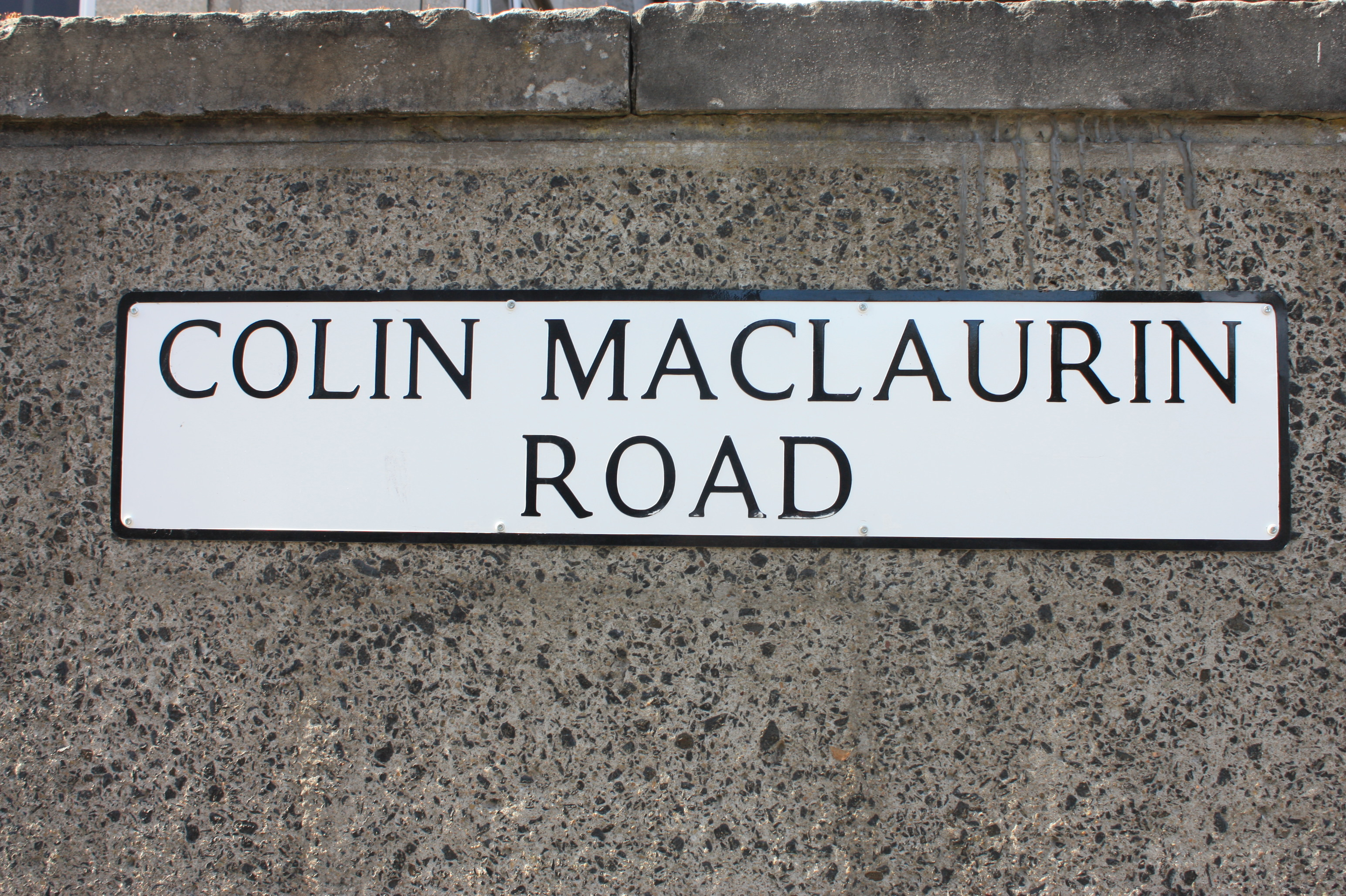
Colin MacLaurin Road, Edinburgh

På sin resa söderut föll Maclaurin av sin häst, och tröttheten, stressen och kylan som han utsattes för vid det tillfället lade grunden för ödem. Han återvände till Edinburgh efter att den jakobitiska armén marscherat söderut, men dog strax efter sin återkomst. Han är begravd på Greyfriars Kirkyard, Edinburgh. Den enkla bordsstenen är helt enkelt "C.M. Nat MDCXCVIII Ob MDCCXLVI" och står nära kyrkans sydvästra hörn men kompletteras av ett mer ordrikt minnesmärke på kyrkans yttervägg.
Colin MacLaurin Road i Edinburgh Universitys King's Buildings-komplex är uppkallad efter honom.

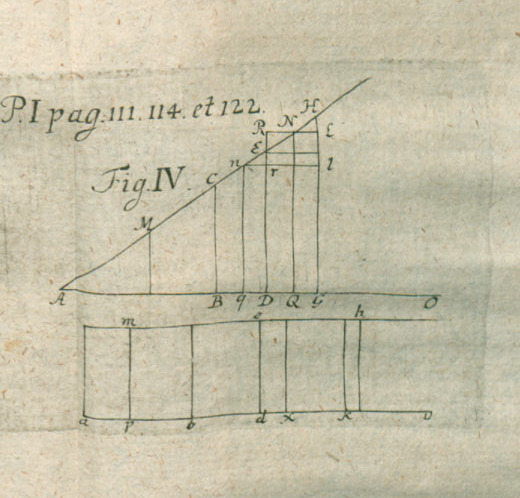
Illustration av kritik av De fluxionibus libri duo publicerad i Acta Eruditorum, 1747

## Akademisk karriär
Vid elva års ålder kom Maclaurin in på University of Glasgow. Han utexaminerades tre år senare genom att försvara en avhandling om tyngdkraften, och stannade i Glasgow för att studera teologi tills han var 19, då han valdes till professor i matematik i en tiodagars tävling vid Marischal College vid University of Aberdeen. Detta rekord som världens yngsta professor innehade MacLaurin fram till mars 2008, då rekordet officiellt gavs till Alia Sabur.
Under ferierna 1719 och 1721 åkte Maclaurin till London, där han blev bekant med Isaac Newton, Benjamin Hoadly, Samuel Clarke, Martin Folkes och andra filosofer. Han antogs som medlem i Royal Society.
År 1722, efter att ha ordnat en ersättare till sin klass i Aberdeen, reste han på kontinenten som handledare till George Hume, son till Alexander Hume, 2:e earl av Marchmont. Under deras tid i Lorraine skrev han sin uppsats om kollisioner mellan kroppar (Demonstration des loix du choc des corps), som fick pris av Franska vetenskapsakademin 1724. Efter sin elevs död i Montpellier återvände Maclaurin till Aberdeen.
År 1725 utsågs Maclaurin till ställföreträdare för professorn i matematik vid University of Edinburgh, James Gregory, på rekommendation av Isaac Newton. Den 3 november samma år efterträdde Maclaurin Gregory, och fortsatte med att stärka universitetets karaktär som en naturvetenskaplig skola. Newton var så imponerad av Maclaurin att han hade erbjudit sig att betala hans lön själv.

## Vetenskapligt arbete
Maclaurin använde Taylorserien för att karakterisera maxima, minima och inflexionspunkter för oändligt differentierbara funktioner i sin avhandling om fluxioner. Han tillskrev serien till Brook Taylor, även om serien tidigare var tillerkänd Newton och Gregory, och som speciella fall till Madhava av Sangamagrama i 1300-talets Indien. Ändå fick Maclaurin kredit för sin användning av serien och Taylorseriens utveckling kring 0 är ibland känd som Maclaurin-serien.

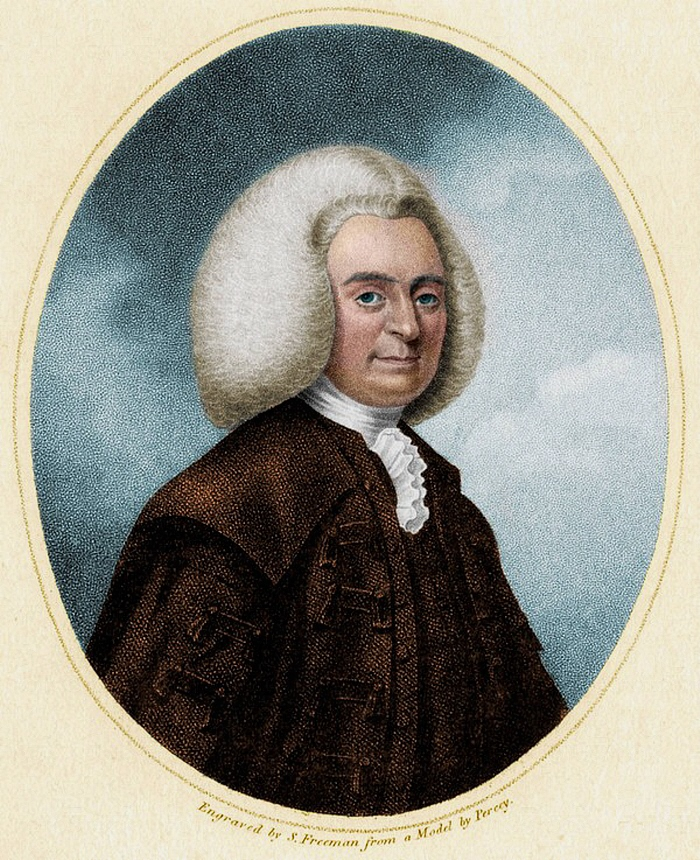
Colin Maclaurin (1698–1746)

Maclaurin gav också betydande bidrag till ellipsoidernas gravitationskraft, ett ämne som dessutom uppmärksammades av d'Alembert, Alexis Claude Clairaut, Euler, Laplace, Legendre, Poisson och Gauss. Maclaurin visade att en tillplattad sfäroid var en möjlig jämvikt i Newtons gravitationsteori. Ämnet har fortsatt att vara av vetenskapligt intresse och nobelpristagaren Subramanyan Chandrasekhar tillägnade ett kapitel i sin bok Ellipsoidal Figures of Equilibrium till Maclaurin sfäroider.
Oberoende av Euler och med liknande metoder upptäckte Maclaurin Euler-Maclaurin-formeln. Han använde den för att summera krafter av aritmetiska talföljder, härleda Stirlings formel och för att härleda Newton-Cotes numeriska integrationsformler som inkluderar Simpsons regel som ett specialfall.
Maclaurin bidrog till studien av elliptiska integraler, vilket reducerade många svårbehandlade integraler till problem med att hitta bågar för hyperboler. Hans arbete fortsattes av d'Alembert och Euler, som gav ett mer koncist tillvägagångssätt.
I sin avhandling av algebra (Ch. XII, Sect 86), publicerad 1748 två år efter hans död, bevisade Maclaurin en regel för att lösa fjärdegradens linjära ekvationssystem i fallen 2 och 3 obekanta, och diskuterade fallet med 4 obekanta. Denna publikation föregick med två år Cramers publikation av en generalisering av regeln för n obekanta, nu allmänt känd som Cramers regel. 

## Eftermäle
Asteroiden 13213 Maclaurin är uppkallad efter honom.